# Aniche
Aniche – miejscowość i gmina we Francji, w regionie Hauts-de-France, w departamencie Nord.
Według danych na rok 1990 gminę zamieszkiwały 9672 osoby, a gęstość zaludnienia wynosiła 1483 osób/km² (wśród 1549 gmin regionu Nord-Pas-de-Calais Aniche plasuje się na 85. miejscu pod względem liczby ludności, natomiast pod względem powierzchni na miejscu 549.).
W Aniche w 1860 r. osiedliło się kilkoro uczestników powstania listopadowego: Józefa Rostkowska i jej mąż Daniel Rostkowski oraz
Roch Rysiński, który został dyrektorem miejscowej cukrowni w 1853 r. Był żonaty z Francuzką z którą miał pięcioro dzieci. Jedno z nich, córka Wiktorya wyszła za mąż w 1868 r. i miała dwojga dzieci, w tym syna, który zasłynął później jako malarz i przedstawiciel surrrealizmu : Félix Labisse. Inspirował się dziełami H. Boscha, J.A.D. Ingresa.